# San Giovanni al Natisone
San Giovanni al Natisone (San Zuan dal Nadison en friulano) es una población de 6.170 habitantes en la provincia de Udine, en la región autónoma de Friuli-Venecia Julia.

## Geografía

### Demografía
| Gráfica de evolución demográfica de San Giovanni al Natisone entre 1861 y 2001 |
|                                                                                |
| Fuente ISTAT - elaboración gráfica de Wikipedia                                |

- Datos: Q53356
- Multimedia: San Giovanni al Natisone / Q53356

1. ↑  Worldpostalcodes.org, código postal n.º 33048.
2. ↑  «Codici Catastali». Comuni-italiani.it (en italiano). Consultado el 29 de abril de 2017.